# Mary Amora
Mary Jane Amora (San Antonio, 14 augustus 1972) is een zangeres van Filipijnse afkomst en woont sinds januari 2000 in Nederland. Nadat ze tijdens haar jeugd, die ze doorbracht op het eiland Bohol, al aan diverse talentenjachten had meegedaan en in diverse bands had gespeeld, verhuisde Mary begin jaren 90 naar de hoofdstad Manilla. Al snel vond ze een band waarmee ze een goede reputatie kon opbouwen. Naast regelmatige optredens in hotels en clubs in Manila maakte ze ook een aantal buitenlandse trips. Haar eerste reis was in 1993, toen ze met de band voor 8 maanden naar Nederland vertrok. Daarna volgden Japan en China voordat ze weer definitief naar Nederland terugkeerde.
Toen Mary in 2000 de Soundmixshow van Henny Huisman op tv zag wilde ze zich gelijk inschrijven. Precies één jaar later kreeg ze de uitnodiging voor de audities die in Utrecht werden gehouden. Ze kreeg allerlei adviezen over welke zangeres ze na zou moeten doen, maar uiteindelijk wilde Mary zelf het nummer River Deep, Mountain High van Tina Turner brengen. In de eerste tv-show kwam Mary op de tweede plaats terecht, wat betekende dat ze naar de halve finale mocht. In die halve finale, waar de kijkers konden bellen, wist ze met de hakken over de sloot een finaleplek te bemachtigen en kwam uiteindelijk als winnaar uit de bus.
Na de Soundmixshow heeft Mary de kans gegrepen om haar Tina Turner tribute show vorm te geven, waarin ze de grootste hits van de queen of rock, soul and pop zingt.
In 2003 heeft Mary deelgenomen aan het Nationaal Songfestival met het nummer Somewhere by the river, geschreven en gecomponeerd door Ernst van de Kerkhof, won ze de eerste voorronde in Nijkerk. Uiteindelijk wist ze tijdens de finale in Ahoy beslag te leggen op de zesde plaats. Een jaar later probeerde ze het nog een keer, ditmaal met het nummer The power of an angel, een ballad van de hand van componist Romeo Samuel, die samen met Sietse Bakker ook de tekst schreef.
Na haar deelnames aan het Songfestival is Mary de studio in gegaan en heeft haar eerste album opgenomen. Eind 2006 kwam het album Long way in eigen beheer uit. Op dit album staan 14 nummers, waaronder haar bijdragen aan het Songfestival. Eind 2008 werd Mary benaderd door Francis Soto met de vraag of ze een duet met hem wilde opnemen voor het nieuwe album waar hij met zijn band Subway aan werkte. Het nummer "Don't cry" is het zesde nummer op het album van Subway, getiteld "Lola's themes". Het album is uitgebracht in september 2010 op het label Fastball music / Sony Music.